# Mezzrow (Band)
Mezzrow war eine schwedische Thrash-Metal-Band aus Nyköping, die im Jahr 1988 gegründet wurde und sich 1991 wieder auflöste. Die Gruppe schloss sich 2005 für einen weiteren Auftritt wieder zusammen.

## Geschichte
Die Band wurde im Jahr 1988 gegründet. Nachdem zwei Demos veröffentlicht wurden, erreichte die Gruppe einen Vertrag bei Active Records, bei dem im Jahr 1990 das erste und einzige Album Then Came the Killing im Jahr 1990 erschien. Danach verlor die Band ihren Vertrag mit dem Label wieder und Bassist Conny Welén trat der Band Hexenhaus bei. Welén sollte nicht ersetzt werden, da Sänger Uffe Petersson nun zusätzlich den Bass spielte. Nachdem im Jahr 1991 ein weiteres Demo veröffentlicht worden war, löste sich die Band auf. Im Jahr 2005 spielte die Band wieder ein Konzert, dessen Videoaufnahme im Folgejahr als DVD veröffentlicht wurde. Im Jahr 2021 formierten sich Mezzrow neu. Neben Sänger Uffe Petterson gehören nun Bassist Conny Welén (ex-Hexenhaus), Schlagzeuger Jon Skäre (Defiatory, Hulkoff)  sowie die Gitarristen Magnus Söderman (Nightrage) und Ronnie Björnström zur Band. Im gleichen Jahr wurde das erste Album sowie alle Demos neu gemastert und im Mai 2022 über Hammerheart Records veröffentlicht. Im Jahr 2023 erschien mit  Summon Thy Demons ein neues Album beim deutschen Label Fireflash Records.

## Stil
Die Band spielt klassischen Thrash Metal, der klanglich an die Werke von US-amerikanischen Bands wie Testament erinnert.

## Diskografie
- Frozen Soul (Demo, 1988, Eigenveröffentlichung)
- The Cross of Tormention (Demo, 1989, Eigenveröffentlichung)
- Then Came the Killing (Album, 1990, Active Records)
- Demo 91 (Demo, 1991, Eigenveröffentlichung)
- …Then Came the Video (DVD, 2006, Eigenveröffentlichung)
- Then Came the Killing (Album, re-masterte Neuveröffentlichung, 2022, Hammerheart Records)
- Summon Thy Demons (Album, 2023, Fireflash Records)